# القصيبية (المغرب)
قصيبية قرية مغربية بإقليم سيدي سليمان ، على بعد شرق القنيطرة بحوالي 40 كلم . تضم بلدة قصيبية 23.218 نسمة (إحصاء 2004).